# 1738 en France
Chronologie de la France
- 1734
- 1735
- 1736
- 1737
- 1738
- 1739
- 1740
- 1741
- 1742

Cette page concerne l’année 1738 du calendrier grégorien.

## Événements
- 22 janvier : Jean-Baptiste Machault devient président au grand conseil[1].
- 5 février : intervention française du comte de Boissieux en Corse à l’appel de la république de Gênes[2] (fin en 1741). Le marquis de Maillebois le remplace en février 1739.

- 8 mai : vente de la vicomté de Turenne (dans le Bas Limousin), une des dernières parties indépendantes du royaume de France, par Charles-Godefroy de La Tour d'Auvergne à Louis XV. La vicomté est partagée entre le Quercy et le Limousin[3].

- 10 mai : Anne-Charlotte de Lorraine, la quatorzième enfant du duc Léopold Ier de Lorraine et la sœur de l'abbesse Élisabeth Charlotte, morte en 1711 avant sa naissance, est élue abbesse de Remiremont[4].

- 13 juin : circulaire aux intendants du contrôleur général Orry ordonnant la réorganisation de la corvée royale. Elle oblige les communes riveraines d’envoyer des manœuvres sur les routes en chantier et devient obligatoire pour tous les paysans adultes afin d’assurer l’entretien du réseau routier[5]. La mesure s’avère à la fois efficace et impopulaire. 30 000 km de nouvelles routes carrossables sont construites jusqu’en 1782.
- 24 juin : Louis de Pardaillan de Gondrin, deuxième duc d'Antin, est élu « grand-maître général et perpétuel des maçons dans le royaume de France ». Fondation de fait de la Grande Loge de France[6].

- 19 juillet : la municipalité de Nîmes décide de faire nettoyer le bassin de la source et de remettre en état les anciens canaux qui distribuaient les eaux de la Fontaine dans Nîmes. M. Guiraud, ingénieur du roi, est chargé des travaux[7]. Début des fouilles de la Fontaine de Nîmes[8].
- Juillet : édit créant 100 000 livres de rentes perpétuelles sur la ferme générale des postes[9].

- 16 septembre : Jacques Forceville obtient pour six ans le bail de la ferme générale à compter du 1er octobre[10].
- 18 septembre : signature du traité de Vienne. Stanislas renonce au trône de Pologne mais reçoit les duchés de Lorraine et de Bar[11].

- 7 décembre : émission de 400 000 livres de rentes viagères[9].
- 13 décembre : vêpres corses. Défaite des troupes françaises contre l'insurrection corse à Borgo. La France envoie des renforts commandés par le marquis de Maillebois (1740)[12].
- 15 décembre : déclaration royale complétant l’édit d’octobre 1716 sur le droit des maîtres d’amener leurs esclaves en France ; elle restreint les déplacements et la durée de séjour en métropole des esclaves amenées des colonies et interdit aux esclaves de se marier en France même du consentement de leurs maîtres, leur ôtant la possibilité d’être émancipé par le mariage. Seul l’affranchissement par voie testamentaires est autorisé[13].

- Création d’une manufacture de porcelaine à Vincennes par le marquis de Fulvy, intendant des finances, avec l’aide d’ouvriers transfuges de la manufacture de Chantilly, les frères Gilles et Robert Dubois, remplacés par Louis François Gravant[14] (transférée à Sèvres en 1756).

- Équilibre du budget[9].
- Réforme fiscale en Champagne. L'intendant Le Peletier de Beaupré introduit la taille tarifée qui consiste à faire faire la répartition par des commissaires spéciaux d'après un état aussi exact que possible des revenus des habitants[9].